# Slam Dunk Contest

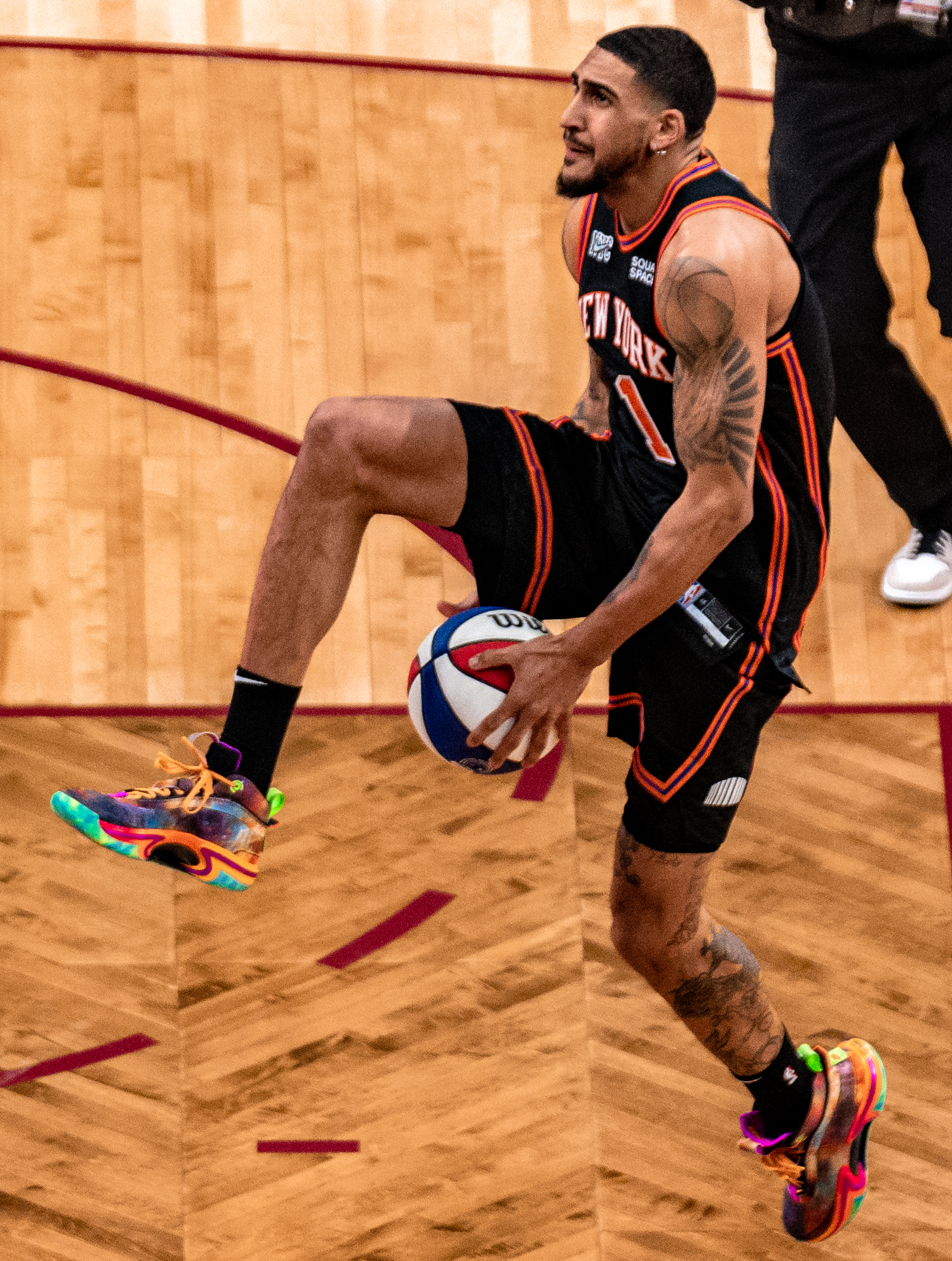
Obi Toppin durant le Slam Dunk Contest de 2022 au Rocket Mortgage FieldHouse à Cleveland.

Le Slam Dunk Contest est un concours de dunks organisé par la NBA aux États-Unis durant le NBA All-Star Week-end, le samedi précédant le All-Star Game.

## Histoire
Les compétiteurs essayent d’accomplir leurs meilleurs dunks. Lors de ce concours, chaque essai est noté de 6 à 10 par cinq juges (qui le plus souvent sont d'anciens joueurs). Cette évaluation est faite en fonction de l'efficacité, de l'originalité et du côté spectaculaire.
Le premier Slam dunk contest a lieu en 1976 en American Basketball Association (ABA), ligue concurrente de la National Basketball Association (NBA) jusqu'en 1976, et dont quatre franchises intègrent la NBA lors de la saison suivante. Ce concours est remporté par Julius Erving, désigné meilleur joueur de l'histoire de cette ligue,.
C'est au cours de l'année 1976 que le dunk fut autorisé en NCAA. Le concours disparait à la suite de la fusion entre la NBA et la ABA, mais les dirigeants de la ligue s'aperçoivent de la popularité de cette action de jeu et créent son propre concours dont la première édition eut lieu en 1984. Entre  2008 et 2014, le vainqueur est déterminé par un vote des fans par l'intermédiaire de SMS, ainsi que par Twitter à partir de 2012. Mais à partir de 2015, le jury décide à nouveau seul du vainqueur.

## Vainqueurs
- 1984 : Larry Nance, Suns de Phoenix
- 1985 : Dominique Wilkins, Hawks d'Atlanta
- 1986 : Spud Webb, Hawks d'Atlanta
- 1987 : Michael Jordan, Bulls de Chicago
- 1988 : Michael Jordan, Bulls de Chicago
- 1989 : Kenny Walker, Knicks de New York
- 1990 : Dominique Wilkins, Hawks d'Atlanta
- 1991 : Dee Brown, Celtics de Boston
- 1992 : Cedric Ceballos, Suns de Phoenix
- 1993 : Harold Miner, Heat de Miami
- 1994 : Isaiah Rider, Timberwolves du Minnesota
- 1995 : Harold Miner, Heat de Miami
- 1996 : Brent Barry, Clippers de Los Angeles
- 1997 : Kobe Bryant, Lakers de Los Angeles
- 1998 : Le concours n'a pas eu lieu
- 1999 : annulé (Lock-out NBA)
- 2000 : Vince Carter, Raptors de Toronto
- 2001 : Desmond Mason, SuperSonics de Seattle
- 2002 : Jason Richardson, Warriors de Golden State
- 2003 : Jason Richardson, Warriors de Golden State
- 2004 : Fred Jones, Pacers de l'Indiana
- 2005 : Josh Smith, Hawks d'Atlanta
- 2006 : Nate Robinson, Knicks de New York
- 2007 : Gerald Green, Celtics de Boston
- 2008 : Dwight Howard, Magic d'Orlando
- 2009 : Nate Robinson, Knicks de New York
- 2010 : Nate Robinson, Knicks de New York
- 2011 : Blake Griffin, Clippers de Los Angeles
- 2012 : Jeremy Evans, Jazz de l'Utah
- 2013 : Terrence Ross, Raptors de Toronto
- 2014 : John Wall, Wizards de Washington
- 2015 : Zach LaVine, Timberwolves du Minnesota
- 2016 : Zach LaVine, Timberwolves du Minnesota
- 2017 : Glenn Robinson III, Pacers de l'Indiana
- 2018 : Donovan Mitchell, Jazz de l'Utah
- 2019 : Hamidou Diallo, Thunder d'Oklahoma City
- 2020 : Derrick Jones Jr., Heat de Miami
- 2021 : Anfernee Simons, Trail Blazers de Portland
- 2022 : Obi Toppin, Knicks de New York
- 2023 : Mac McClung, 76ers de Philadelphie
- 2024 : Mac McClung, Magic d'Osceola (G League)
- 2025 : Mac McClung, Magic d'Osceola (G League)

Nate Robinson et Mac McClung sont les seuls joueurs à avoir remporté cette compétition à trois reprises. Cinq joueurs ont gagné ce titre deux fois : Michael Jordan, Harold Miner, Jason Richardson, Dominique Wilkins et Zach LaVine.

## Tous les participants
- Larry Nance : 1984, 1985
- Julius Erving : 1984, 1985
- Dominique Wilkins : 1984, 1985, 1986, 1988, 1990
- Darrell Griffith : 1984, 1985
- Edgar Jones : 1984
- Ralph Sampson : 1984
- Orlando Woolridge : 1984, 1985
- Clyde Drexler : 1984, 1985, 1987, 1988, 1989
- Michael Cooper : 1984
- Michael Jordan : 1985, 1987, 1988
- Terence Stansbury : 1985, 1986, 1987
- Spud Webb : 1986, 1988, 1989
- Gerald Wilkins : 1986, 1987
- Jerome Kersey : 1986, 1987, 1988, 1989
- Paul Pressey : 1986
- Roy Hinson : 1986
- Terry Tyler : 1986
- Ron Harper : 1987, 1989
- Johnny Dawkins : 1987
- Tom Chambers : 1987
- Otis Smith : 1988, 1991
- Greg Anderson : 1988
- Kenny Walker : 1989, 1990
- Shelton Jones : 1989
- Tim Perry : 1989, 1993, 1995
- Chris Morris : 1989
- Kenny Smith : 1990, 1991, 1993
- Shawn Kemp : 1990, 1991, 1992, 1994
- Scottie Pippen : 1990
- Rex Chapman : 1990, 1991
- Billy Thompson : 1990
- Kenny Battle : 1990
- Dee Brown : 1991
- Kenny Williams : 1991
- Blue Edwards : 1991
- Kendall Gill : 1991
- Cedric Ceballos : 1992, 1993
- Larry Jonhson : 1992
- Nick Anderson : 1992
- John Starks : 1992
- Doug West : 1992
- Stacey Augmon : 1992
- Harold Miner : 1993, 1995
- Clarence Weatherspoon : 1993
- David Benoit : 1993
- Mahmoud Abdul-Rauf : 1993
- Isaiah Rider : 1994, 1995
- Robert Pack : 1994
- Allan Houston : 1994
- Antonio Davis : 1994
- James Robinson : 1994
- Jamie Watson : 1995
- Antonio Harvey : 1995
- Tony Dumas : 1995
- Brent Barry : 1996
- Michael Finley : 1996, 1997
- Greg Minor : 1996
- Jerry Stackhouse : 1996, 2000
- Doug Christie : 1996
- Darrell Armstrong : 1996
- Kobe Bryant : 1997
- Chris Carr : 1997
- Ray Allen : 1997
- Bob Sura : 1997
- Darvin Ham : 1997
- Vince Carter : 2000
- Steve Francis : 2000, 2002
- Tracy McGrady : 2000
- Ricky Davis : 2000, 2004
- Larry Hughes : 2000
- Desmond Mason : 2001,2002, 2003
- DeShawn Stevenson : 2001
- Baron Davis : 2001
- Jonathan Bender : 2001
- Stromile Swift : 2001
- Corey Maggette : 2001
- Jason Richardson : 2002, 2003, 2004
- Gerald Wallace : 2002, 2010
- Amar'e Stoudemire : 2003, 2005
- Richard Jefferson : 2003
- Fred Jones : 2004
- Chris Andersen : 2004, 2005
- Josh Smith : 2005, 2006
- J. R. Smith : 2005, 2009
- Nate Robinson : 2006, 2007, 2009, 2010
- Andre Iguodala : 2006
- Hakim Warrick : 2006
- Gerald Green : 2007, 2008, 2013
- Dwight Howard : 2007, 2008, 2009, 2020
- Tyrus Thomas : 2007
- Jamario Moon : 2008
- Rudy Gay : 2008
- Rudy Fernández : 2009
- DeMar DeRozan : 2010, 2011
- Shannon Brown : 2010
- Blake Griffin : 2011
- JaVale McGee : 2011
- Serge Ibaka : 2011
- Jeremy Evans : 2012
- Chase Budinger : 2012
- Paul George : 2012, 2014
- Derrick Williams : 2012
- Terrence Ross : 2013, 2014
- Jeremy Evans : 2013
- Kenneth Faried : 2013
- Eric Bledsoe : 2013
- James White : 2013
- John Wall : 2014
- Damian Lillard : 2014
- Ben McLemore : 2014
- Harrison Barnes : 2014
- Zach LaVine : 2015, 2016
- Victor Oladipo : 2015, 2018
- Mason Plumlee : 2015
- Giánnis Antetokoúnmpo : 2015
- Aaron Gordon : 2016, 2017, 2020
- Will Barton : 2016
- Andre Drummond : 2016
- Glenn Robinson III : 2017
- Derrick Jones Jr. : 2017
- DeAndre Jordan : 2017
- Donovan Mitchell : 2018
- Larry Nance Jr. : 2018
- Dennis Smith Jr. : 2018, 2019, 2020
- Hamidou Diallo : 2019
- Miles Bridges : 2019
- John Collins : 2019
- Pat Connaughton : 2020
- Anfernee Simons : 2021
- Obi Toppin : 2021, 2022
- Cassius Stanley : 2021
- Juan Toscano-Anderson : 2022
- Jalen Green : 2022
- Cole Anthony : 2022
- Mac McClung : 2023, 2024, 2025
- Trey Murphy III : 2023
- Jericho Sims : 2023
- Kenyon Martin Jr. : 2023
- Jaime Jaquez Jr. : 2024
- Jacob Toppin : 2024
- Jaylen Brown : 2024
- Matas Buzelis : 2025
- Stephon Castle : 2025
- Andre Jackson Jr. : 2025

Clyde Drexler et Dominique Wilkins sont les deux joueurs ayant le plus participé à ce concours de dunks, à cinq reprises chacun.

## Concours
- 1984

| Joueur                          | Premier tour   | Demi-finales   | Finale         |
| ------------------------------- | -------------- | -------------- | -------------- |
| Larry Nance (Phoenix)           | 134 (44+44+46) | 140 (49+48+43) | 134 (48+39+47) |
| Julius Erving (Philadelphie)    | 134 (39+47+48) | 140 (44+49+47) | 132 (47+25+50) |
| Dominique Wilkins (Atlanta)     | 135 (47+39+49) | 137 (48+48+41) |                |
| Darrell Griffith (Utah)         | 121 (39+40+42) | 108 (42+42+24) |                |
| Edgar Jones (Cleveland)         | 118 (32+43+43) |                |                |
| Ralph Sampson (Houston)         | 118 (37+40+41) |                |                |
| Orlando Woolridge (Chicago)     | 116 (23+45+48) |                |                |
| Clyde Drexler (Portland)        | 108 (40+24+44) |                |                |
| Michael Cooper (Lakers de L.A.) | 108 (40+24+44) |                |                |

- 1985

| Joueur                       | Premier tour   | Demi-finales   | Finale         |
| ---------------------------- | -------------- | -------------- | -------------- |
| Dominique Wilkins (Atlanta)  | 145 (47+49+49) | 140 (48+45+47) | 147 (47+50+50) |
| Michael Jordan (Chicago)     | 130 (44+42+42) | 142 (45+47+50) | 136 (43+44+49) |
| Terence Stansbury (Indiana)  | 130 (46+50+34) | 136 (49+48+39) |                |
| Julius Erving (Philadelphie) | Exempt         | 132 (43+44+45) |                |
| Larry Nance (Phoenix)        | Exempt         | 131 (42+47+42) |                |
| Darrell Griffith (Utah)      | 126 (38+42+46) |                |                |
| Orlando Woolridge (Chicago)  | 124 (40+43+41) |                |                |
| Clyde Drexler (Portland)     | 122 (39+39+44) |                |                |

Erving et Nance furent exempts du premier tour en leur qualité de finaliste lors de l'édition précédente.
- 1986

| Joueur                      | Premier tour   | Demi-finales   | Finale      |
| --------------------------- | -------------- | -------------- | ----------- |
| Spud Webb (Atlanta)         | 141 (46+48+47) | 138 (50+42+46) | 100 (50+50) |
| Dominique Wilkins (Atlanta) | Exempt         | 138 (46+47+45) | 98 (50+48)  |
| Terence Stansbury (Indiana) | 129 (34+47+48) | 132 (44+39+49) |             |
| Gerald Wilkins (New York)   | 133 (44+50+39) | 87 (37+25+25)  |             |
| Jerome Kersey (Portland)    | 129 (39+43+47) |                |             |
| Paul Pressey (Milwaukee)    | 116 (44+35+37) |                |             |
| Roy Hinson (Cleveland)      | 112 (35+39+38) |                |             |
| Terry Tyler (Sacramento)    | 110 (37+36+37) |                |             |

Wilkins fut exempt du premier tour en sa qualité de vainqueur de l'édition précédente.
Stansbury battit Kersey lors d'une manche supplémentaire afin de les départager.
- 1987

| Joueur                       | Premier tour | Demi-finales   | Finale         |
| ---------------------------- | ------------ | -------------- | -------------- |
| Michael Jordan (Chicago)     | 88 (41+47)   | 148 (49+49+50) | 146 (48+48+50) |
| Jerome Kersey (Portland)     | 92 (48+44)   | 147 (50+48+49) | 140 (46+45+49) |
| Terence Stansbury (Seattle)  | 99 (49+50)   | 144 (49+45+50) |                |
| Clyde Drexler (Portland)     | 92 (45+47)   | 136 (46+45+45) |                |
| Ron Harper (Cleveland)       | 83 (45+38)   |                |                |
| Johnny Dawkins (San Antonio) | 81 (37+44)   |                |                |
| Tom Chambers (Seattle)       | 62 (41+21)   |                |                |
| Gerald Wilkins (New York)    | 62 (41+21)   |                |                |

- 1988

Ron Harper (Cleveland) devait participer au concours, mais déclara forfait pour cause de blessure.
| Joueur                      | Premier tour | Demi-finales   | Finale         |
| --------------------------- | ------------ | -------------- | -------------- |
| Michael Jordan (Chicago)    | 94 (47+47)   | 145 (50+48+47) | 147 (50+47+50) |
| Dominique Wilkins (Atlanta) | 96 (49+47)   | 143 (49+47+47) | 145 (50+50+45) |
| Clyde Drexler (Portland)    | 88 (44+44)   | 133 (45+42+46) |                |
| Otis Smith (Golden State)   | 87 (40+47)   | 109 (45+22+42) |                |
| Jerome Kersey (Portland)    | 79 (41+38)   |                |                |
| Greg Anderson (San Antonio) | 76 (42+34)   |                |                |
| Spud Webb (Atlanta)         | 52 (34+18)   |                |                |

- 1989

| Joueur                       | Premier tour     | Demi-finales     | Finale                 |
| ---------------------------- | ---------------- | ---------------- | ---------------------- |
| Kenny Walker (New York)      | 91,3 (42,5+48,8) | 96,4 (46,9+49,5) | 148,1 (48,9+49,6+49,6) |
| Clyde Drexler (Portland)     | 93,7 (46,6+47,1) | 95,0 (47,3+47,7) | 49,5 (24,5+25,0;0,0)   |
| Spud Webb (Atlanta)          | 94,5 (46,8+47,7) | 91,8 (47,8+44,0) |                        |
| Shelton Jones (Philadelphie) | 89,5 (44,1+45,4) | 90,6 (45,7+44,9) |                        |
| Tim Perry (Phoenix)          | 89,4 (44,4+45,0) |                  |                        |
| Jerome Kersey (Portland)     | 88,9 (44,9+44,0) |                  |                        |
| Ron Harper (Cleveland)       | 88,5 (41,7+46,8) |                  |                        |
| Chris Morris (New Jersey)    | 83,2 (41,1+42,1) |                  |                        |

Drexler ne tenta pas son dernier dunk, la victoire étant acquise par Walker.
- 1990

| Joueur                      | Premier tour     | Demi-finales     | Finale                 |
| --------------------------- | ---------------- | ---------------- | ---------------------- |
| Dominique Wilkins (Atlanta) | 96,3 (48,1+48,2) | 97,7 (48,0+49,7) | 146,8 (47,9+49,7+49,2) |
| Kenny Smith (Sacramento)    | 93,0 (43,4+49,6) | 98,3 (49,1+49,2) | 145,1 (48,1+49,8+47,2) |
| Kenny Walker (New York)     | 95,2 (47,0+48,2) | 97,4 (49,5+47,9) |                        |
| Shawn Kemp (Seattle)        | 98,2 (49,1+49,1) | 96,4 (47,6+48,8) |                        |
| Scottie Pippen (Chicago)    | 92,2 (47,2+45,0) |                  |                        |
| Rex Chapman (Charlotte)     | 92,1 (45,5+46,6) |                  |                        |
| Billy Thompson (Miami)      | 91,4 (47,7+43,7) |                  |                        |
| Kenny Battle (Phoenix)      | 85,8 (42,5+42,8) |                  |                        |

- 1991
À partir de cette année, lors du tour final, les compétiteurs ont droit d'effectuer trois dunks, les deux meilleurs scores étant pris en compte dans le total final.

| Joueur                   | Premier tour     | Demi-finales     | Finale                |
| ------------------------ | ---------------- | ---------------- | --------------------- |
| Dee Brown (Boston)       | 92,4 (48,2+44,2) | 98,0 (49,6+48,4) | 97,7 (48,1+49,6-46,4) |
| Shawn Kemp (Seattle)     | 95,8 (47,6+48,2) | 95,6 (48,3+47,3) | 93,7 (48,0+45,7-44,3) |
| Rex Chapman (Charlotte)  | 95,2 (45,5+49,7) | 94,0 (48,0+46,0) |                       |
| Kenny Smith (Houston)    | 90,8 (48,5+42,3) | 87,9 (46,6+41,3) |                       |
| Kenny Williams (Indiana) | 86,9 (42,3+44,6) |                  |                       |
| Blue Edwards (Utah)      | 84,3 (40,1+44,2) |                  |                       |
| Otis Smith (Orlando)     | 83,0 (41,2+41,8) |                  |                       |
| Kendall Gill (Charlotte) | 81,0 (40,1+40,9) |                  |                       |

- 1992

| Joueur                    | Premier tour     | Demi-finales     | Finale                |
| ------------------------- | ---------------- | ---------------- | --------------------- |
| Cedric Ceballos (Phoenix) | 85,4 (43,1+42,3) | 90,4 (45,7+44,7) | 97,2 (47,2+50,0-43,3) |
| Larry Johnson (Charlotte) | 98,0 (48,6+49,4) | 98,0 (49,6+48,4) | 66,0 (33,5+32,5-0,0)  |
| Nick Anderson (Orlando)   | 88,6 (47,4+41,2) | 89,8 (46,0+43,8) |                       |
| John Starks (New York)    | 89,6 (42,6+47,0) | 87,9 (43,1+44,8) |                       |
| Doug West (Minnesota)     | 84,1 (44,3+39,8) |                  |                       |
| Shawn Kemp (Seattle)      | 81,4 (47,4+34,0) |                  |                       |
| Stacey Augmon (Atlanta)   | 79,5 (44,7+34,8) |                  |                       |

Johnson ne tenta pas son dernier dunk, la victoire étant déjà acquise pour Ceballos.
- 1993
Les deux meilleurs scores sur trois lors de chaque tour sont pris en compte pour le classement final.
Shawn Kemp (Seattle) déclara forfait pour cause de blessure.

| Joueur                               | Premier tour          | Finale                |
| ------------------------------------ | --------------------- | --------------------- |
| Harold Miner (Miami)                 | 94,8 (49,0+45,8-45,8) | 97,4 (48,0+49,4-47,0) |
| Clarence Weatherspoon (Philadelphie) | 87,5 (43,2+44,3-38,5) | 92,2 (44,7+47,5-27,5) |
| Cedric Ceballos (Phoenix)            | 87,3 (42,3+45,1-22,5) | 79,8 (42,3+37,5-24,5) |
| David Benoit (Utah)                  | 85,8 (41,5+44,3-28,5) |                       |
| Kenny Smith (Houston)                | 85,0 (46,5+38,5-26,5) |                       |
| Mahmoud Abdul-Rauf (Denver)          | 80,8 (38,0+42,8-26,0) |                       |
| Tim Perry (Philadelphie)             | 70,0 (38,5+31,5-22,0) |                       |

- 1994
Lors du premier tour, chaque compétiteur dispose de 90 secondes pour effectuer autant de dunks qu'il désire, un seul score étant pris en compte. Le meilleur score est pris en compte lors du tour final.

| Joueur                    | Premier tour | Finale     |
| ------------------------- | ------------ | ---------- |
| Isaiah Rider (Minnesota)  | 46,8         | 49,0, 47,0 |
| Robert Pack (Denver)      | 42,0         | 43,8, 25,0 |
| Shawn Kemp (Seattle)      | 46,6         | 25,0, 25,0 |
| Allan Houston (Détroit)   | 41,5         |            |
| Antonio Davis (Indiana)   | 40,0         |            |
| James Robinson (Portland) | 39,0         |            |

- 1995
À partir de cette année, chaque compétiteur dispose de 90 secondes pour effectuer au moins trois dunks, avec un score total pour le premier tour. Lors du tour final, chaque compétiteur dispose de 60 secondes pour effectuer au moins deux dunks qui déterminent le score final.

| Joueur                          | Premier tour | Finale |
| ------------------------------- | ------------ | ------ |
| Harold Miner (Miami)            | 49,2         | 46,0   |
| Isaiah Rider (Minnesota)        | 44,6         | 34,0   |
| Jamie Watson (Utah)             | 40,4         | 26,0   |
| Antonio Harvey (Lakers de L.A.) | 35,2         |        |
| Tim Perry (Philadelphie)        | 31,0         |        |
| Tony Dumas (Dallas)             | 15,0         |        |

- 1996

| Joueur                          | Premier tour | Finale |
| ------------------------------- | ------------ | ------ |
| Brent Barry (Clippers de L.A.)  | 45,5         | 49,0   |
| Michael Finley (Phoenix)        | 45,0         | 46,0   |
| Greg Minor (Boston)             | 41,0         | 40,0   |
| Jerry Stackhouse (Philadelphie) | 40,0         |        |
| Doug Christie (New York)        | 39,5         |        |
| Darrell Armstrong (Orlando)     | 25,5         |        |

- 1997

| Joueur                       | Premier tour | Finale |
| ---------------------------- | ------------ | ------ |
| Kobe Bryant (Lakers de L.A.) | 37           | 49     |
| Chris Carr (Phoenix)         | 44           | 45     |
| Michael Finley (Dallas)      | 39           | 33     |
| Ray Allen (Milwaukee)        | 35           |        |
| Bob Sura (Cleveland)         | 35           |        |
| Darvin Ham (Denver)          | 30           |        |

- 1998

La compétition n'a pas eu lieu.
- 1999

Le All-Star Weekend ne s'est pas tenu pour cause de lockout.
- 2000

À partir de cette année, les deux meilleurs dunks de chaque tour sont pris en compte pour le score final.
| Joueur                      | Premier tour   | Finale     |
| --------------------------- | -------------- | ---------- |
| Vince Carter (Toronto)      | 100 (50,49,50) | 98 (50+48) |
| Steve Francis (Houston)     | 95 (45,50,32)  | 91 (43+48) |
| Tracy McGrady (Toronto)     | 99 (45,49,50)  | 77 (45+32) |
| Ricky Davis (Charlotte)     | 88 (40,32,48)  |            |
| Jerry Stackhouse (Détroit)  | 83 (41,36,42)  |            |
| Larry Hughes (Golden State) | 67 (30,30,37)  |            |

- 2001

| Joueur                            | Premier tour | Finale     |
| --------------------------------- | ------------ | ---------- |
| Desmond Mason (Seattle)           | 91 (42+49)   | 89 (45+44) |
| DeShawn Stevenson (Utah)          | 95 (46+49)   | 85 (38+47) |
| Baron Davis (Charlotte)           | 94 (45+49)   | 77 (44+43) |
| Jonathan Bender (Indiana)         | 90 (46+44)   |            |
| Stromile Swift (Vancouver)        | 90 (45+45)   |            |
| Corey Maggette (Clippers de L.A.) | 88 (46+42)   |            |

- 2002

Un format tournoi fut adopté pour cette année.
|  | Demi-finales                    | Demi-finales   |                  |               | Finale | Finale |
|  | Demi-finales                    | Demi-finales   |                  |               | Finale | Finale |
|  |                                 |                |                  |               |        |        |
|  |                                 |                |                  |               |        |        |
|  |                                 |                |                  |               |        |        |
|  | Desmond Mason (Seattle)         | 94 (41,43,36)  |                  |               |        |        |
|  | Desmond Mason (Seattle)         | 94 (41,43,36)  |                  |               |        |        |
|  | Jason Richardson (Golden State) | 98 (48,31,50)  |                  |               |        |        |
|  | Jason Richardson (Golden State) | 98 (48,31,50)  | Jason Richardson | 85 (36+49)    |        |        |
|  |                                 |                | Jason Richardson | 85 (36+49)    |        |        |
|  |                                 | Gerald Wallace | 80 (44+36)       |               |        |        |
|  | Steve Francis (Houston)         | Gerald Wallace | 80 (44+36)       | 77 (31,40,37) |        |        |
|  | Steve Francis (Houston)         |                |                  | 77 (31,40,37) |        |        |
|  | Gerald Wallace (Sacramento)     | 84 (41,43,36)  |                  |               |        |        |
|  | Gerald Wallace (Sacramento)     | 84 (41,43,36)  |                  |               |        |        |

- 2003

| Joueur                          | Premier tour | Finale     |
| ------------------------------- | ------------ | ---------- |
| Jason Richardson (Golden State) | 100 (50+50)  | 95 (45+50) |
| Desmond Mason (Seattle)         | 90 (46+44)   | 93 (50+43) |
| Amar'e Stoudemire (Phoenix)     | 79 (49+30)   |            |
| Richard Jefferson (New Jersey)  | 74 (37+37)   |            |

- 2004

| Joueur                          | Premier tour | Finale     |
| ------------------------------- | ------------ | ---------- |
| Fred Jones (Indiana)            | 92 (50+42)   | 86 (50+36) |
| Jason Richardson (Golden State) | 95 (45+50)   | 78 (45+33) |
| Chris Andersen (Denver)         | 88 (42+46)   |            |
| Ricky Davis (Boston)            | 76 (45+31)   |            |

- 2005

| Joueur                            | Premier tour | Finale      |
| --------------------------------- | ------------ | ----------- |
| Josh Smith (Atlanta)              | 95 (45+50)   | 100 (50+50) |
| Amaré Stoudemire (Phoenix)        | 95 (45+50)   | 87 (45+42)  |
| J. R. Smith (Nouvelle-Orléans)    | 90 (45+45)   |             |
| Chris Andersen (Nouvelle-Orléans) | 77 (41+36)   |             |

- 2006

| Joueur                        | Premier tour | Finale     | Tie-break |
| ----------------------------- | ------------ | ---------- | --------- |
| Nate Robinson (New York)      | 93 (49+44)   | 94 (44+50) | 47        |
| Andre Iguodala (Philadelphie) | 95 (45+50)   | 94 (50+44) | 46        |
| Hakim Warrick (Memphis)       | 86 (44+42)   |            |           |
| Josh Smith (Atlanta)          | 85 (41+40)   |            |           |

- 2007

| Joueur                   | Premier tour | Finale     |
| ------------------------ | ------------ | ---------- |
| Gerald Green (Boston)    | 95 (48+47)   | 91 (41+50) |
| Nate Robinson (New York) | 90 (45+50)   | 80 (39+41) |
| Dwight Howard (Orlando)  | 85 (43+42)   |            |
| Tyrus Thomas (Chicago)   | 80 (37+43)   |            |

- 2008
Le tour final fut décidé par un vote des fans via SMS.

| Joueur                   | Premier tour | Finale |
| ------------------------ | ------------ | ------ |
| Dwight Howard (Orlando)  | 100 (50+50)  | 78 %   |
| Gerald Green (Minnesota) | 91 (46+45)   | 22 %   |
| Jamario Moon (Toronto)   | 90 (46+44)   |        |
| Rudy Gay (Memphis)       | 85 (37+48)   |        |

- 2009
Le tour final fut décidé par un vote des fans via SMS.

| Joueur                    | Premier tour | Finale |
| ------------------------- | ------------ | ------ |
| Nate Robinson (New York)  | 87 (46+41)   | 52 %   |
| Dwight Howard (Orlando)   | 100 (50+50)  | 48 %   |
| J. R. Smith (Denver)      | 85 (43+42)   |        |
| Rudy Fernández (Portland) | 84 (42+42)   |        |

- 2010
Le tour final fut décidé par un vote des fans via SMS.

| Joueur                     | Premier tour | Finale |
| -------------------------- | ------------ | ------ |
| Nate Robinson (New York)   | 89 (44+45)   | 51 %   |
| DeMar DeRozan (Toronto)    | 92 (42+50)   | 49 %   |
| Gerald Wallace (Charlotte) | 78 (37+41)   |        |
| Shannon Brown (Lakers)     | 78 (38+40)   |        |

- 2011
Le tour final fut décidé par un vote des fans via SMS.

| Joueur                                  | Premier tour | Finale |
| --------------------------------------- | ------------ | ------ |
| Blake Griffin (Clippers de Los Angeles) | 95 (49+46)   | 62 %   |
| JaVale McGee (Wizards de Washington)    | 99 (50+49)   | 38 %   |
| DeMar DeRozan (Raptors de Toronto)      | 94 (44+50)   |        |
| Serge Ibaka (Thunder d'Oklahoma City)   | 90 (45+45)   |        |

- 2012
Le format évolue lors de cette édition. Chaque participant peut effectuer trois dunks et les résultats sont entièrement décidés par un vote des fans via SMS et Twitter.

| Joueur                                       | Résultats du vote |
| -------------------------------------------- | ----------------- |
| Jeremy Evans (Jazz de l'Utah)                | 29 %              |
| Chase Budinger (Rockets de Houston)          | 28 %              |
| Paul George (Pacers de l'Indiana)            |                   |
| Derrick Williams (Timberwolves du Minnesota) |                   |

- 2013
Le format évolue encore lors de cette édition. Trois dunkers de chaque conférence s'opposent en deux essais lors du premier tour, puis les deux joueurs ayant reçu la meilleure note de la part des juges s'affrontent en finale. Le vainqueur est désigné par un vote des fans par SMS, Twitter ou directement via le site de la NBA.

| Joueur                                 | Premier tour | Finale |
| -------------------------------------- | ------------ | ------ |
| Terrence Ross (Raptors de Toronto)     | 99 (50+49)   | 58%    |
| Jeremy Evans (Jazz de l'Utah)          | 90 (47+43)   | 42%    |
| Kenneth Faried (Nuggets de Denver)     | 89 (39+50)   |        |
| Eric Bledsoe (Clippers de Los Angeles) | 89 (39+50)   |        |
| Gerald Green (Pacers de l'Indiana)     | 82 (50+32)   |        |
| James White (Knicks de New York)       | 77 (45+32)   |        |

- 2014

La forme du concours est à nouveau changée en 2014 : les joueurs sélectionnés sont regroupés en conférences, comme pour le All-Star Game. Il est divisé en deux rounds. Le premier est un round "freestyle", dans le même cadre que les éditions précédentes, et l'équipe gagnante choisira l'ordre de passage des dunkers. Le second est un round "battle", où les joueurs s'affrontent deux à deux : la première équipe à trois victoires gagne le contest.
Round "freestyle" :
| Conférence | Joueurs | Résultat   |
| ---------- | --- | ---------- |
| Est        | John Wall (Wizards de Washington) Terrence Ross (Raptors de Toronto) Paul George (Pacers de l'Indiana)                   | Vainqueurs |
| Ouest      | Damian Lillard (Trail Blazers de Portland) Ben McLemore (Kings de Sacramento) Harrison Barnes (Warriors de Golden State) | Perdants   |

Round "battle" :
| Conférence | Joueurs         | Résultat |
| ---------- | --------------- | -------- |
| Est        | Terrence Ross   | Victoire |
| Ouest      | Damian Lillard  | Défaite  |
|            |                 |          |
| Est        | Paul George     | Victoire |
| Ouest      | Harrison Barnes | Défaite  |
|            |                 |          |
| Est        | John Wall       | Victoire |
| Ouest      | Ben McLemore    | Défaite  |

John Wall est nommé meilleur dunkeur du concours.
- 2015

| Joueur                            | Premier tour | Finale     |
| --------------------------------- | ------------ | ---------- |
| Zach LaVine (Minnesota)           | 100 (50+50)  | 94 (45+49) |
| Victor Oladipo (Orlando)          | 89 (50+39)   | 75 (31+44) |
| Mason Plumlee (Portland)          | 76 (40+36)   |            |
| Giannis Antetokounmpo (Milwaukee) | 65 (30+35)   |            |

- 2016

| Joueur                   | Premier tour | Finale            |
| ------------------------ | ------------ | ----------------- |
| Zach LaVine (Minnesota)  | 99 (50+49)   | 200 (50+50+50+50) |
| Aaron Gordon (Orlando)   | 94 (45+49)   | 197 (50+50+50+47) |
| Will Barton (Denver)     | 75 (36+39)   |                   |
| Andre Drummond (Détroit) | 74 (44+30)   |                   |

- 2017

| Joueur                                   | Premier tour | Finale     |
| ---------------------------------------- | ------------ | ---------- |
| Glenn Robinson III (Pacers de l'Indiana) | 91 (50+41)   | 94 (44+50) |
| Derrick Jones Jr. (Suns de Phoenix)      | 95 (45+50)   | 87 (37+50) |
| DeAndre Jordan (Clippers de Los Angeles) | 84 (41+43)   |            |
| Aaron Gordon (Orlando)                   | 72 (38+34)   |            |

- 2018

| Joueur                                    | Premier tour | Finale     |
| ----------------------------------------- | ------------ | ---------- |
| Donovan Mitchell (Jazz de l'Utah)         | 98 (48+50)   | 98 (50+48) |
| Larry Nance, Jr. (Cavaliers de Cleveland) | 93 (44+49)   | 96 (46+50) |
| Dennis Smith Jr. (Mavericks de Dallas)    | 89 (39+50)   |            |
| Victor Oladipo (Pacers de l'Indiana)      | 71 (31+40)   |            |

- 2019

| Joueur                                   | Premier tour | Finale     |
| ---------------------------------------- | ------------ | ---------- |
| Hamidou Diallo (Thunder d'Oklahoma City) | 98 (48+50)   | 88 (43+45) |
| Dennis Smith Jr. (Knicks de New York)    | 95 (45+50)   | 85 (35+50) |
| Miles Bridges (Hornets de Charlotte)     | 83 (33+50)   |            |
| John Collins (Hawks d'Atlanta)           | 82 (40+42)   |            |

- 2020

| Joueur            | Équipe                | Premier tour | Finale     |
| ----------------- | --------------------- | ------------ | ---------- |
| Derrick Jones Jr. | Heat de Miami         | 100 (50+50)  | 98 (50+48) |
| Aaron Gordon      | Magic d'Orlando       | 100 (50+50)  | 97 (50+47) |
| Pat Connaughton   | Bucks de Milwaukee    | 95 (45+50)   | -          |
| Dwight Howard     | Lakers de Los Angeles | 90 (41+49)   | -          |

- 2021

| Joueur          | Équipe                    | Premier tour | Finale |
| --------------- | ------------------------- | ------------ | ------ |
| Anfernee Simons | Trail Blazers de Portland | 95 (46+49)   | 3      |
| Obi Toppin      | Knicks de New York        | 94 (48+46)   | 2      |
| Cassius Stanley | Pacers de l'Indiana       | 81 (44+37)   |        |

- 2022

| Joueur                | Équipe                   | Premier tour | Finale     |
| --------------------- | ------------------------ | ------------ | ---------- |
| Obi Toppin            | Knicks de New York       | 90 (44+46)   | 92 (45+47) |
| Juan Toscano-Anderson | Warriors de Golden State | 87 (44+43)   | 69 (39+30) |
| Jalen Green           | Rockets de Houston       | 83 (38+45)   |            |
| Cole Anthony          | Magic d'Orlando          | 40 (40+0)    |            |

- 2023

| Joueur            | Équipe                          | Premier tour     | Finale         |
| ----------------- | ------------------------------- | ---------------- | -------------- |
| Mac McClung       | 76ers de Philadelphie           | 99.8 (50+48.8)   | 100 (50+50     |
| Trey Murphy III   | Pélicans de La Nouvelle-Orléans | 96 (46.6.49.4)   | 98 (48.8+49.2) |
| Jericho Sims      | Knicks de New York              | 95.4 (47.6+47.8) |                |
| Kenyon Martin Jr. | Rockets de Houston              | 93.2 (46+47.2)   |                |

- 2024

| Joueur           | Équipe                                | Premier tour     | Finale           |
| ---------------- | ------------------------------------- | ---------------- | ---------------- |
| Mac McClung      | Magic d'Osceola (NBA Gatorade League) | 97.4 (48+49.4)   | 98.8 (48.8+50)   |
| Jaylen Brown     | Celtics de Boston                     | 96.4 (48.8+47.6) | 97.8 (48.6+49.2) |
| Jacob Toppin     | Knicks de New York                    | 95 (47.8+47.2)   | N/A              |
| Jaime Jaquez Jr. | Heat de Miami                         | 94.2 (47.4+46.8) | N/A              |

- 2025

| Joueur            | Équipe                         | 1er tour       | Finale         |
| ----------------- | ------------------------------ | -------------- | -------------- |
| Mac McClung       | Magic d'Osceola (NBA G League) | 100 (50+50)    | 100 (50+50)    |
| Stephon Castle    | Spurs de San Antonio           | 95 (47.2+47.8) | 99.6 (49.6+50) |
| Andre Jackson Jr. | Bucks de Milwaukee             | 88.8 (43.8+45) | N/A            |
| Matas Buzelis     | Bulls de Chicago               | 87.4 (40+47.4) | N/A            |

## Différents types de dunks
Il y a un nombre incalculable de dunks puisque chaque joueur peut apporter sa créativité et permettre de créer des variantes à des dunks déjà existants.

### Windmill
Le « Windmill » (« moulin à vent » en français) est un dunk ou le joueur, en l'air, fait un tour complet avec ses bras avant de faire rentrer la balle dans le panier. Ce dunk a été rendu très populaire grâce à Dominique Wilkins.

### Tomahawk
C'est un dunk à une main où la balle est maintenue derrière la tête, puis rabattue dans le panier avec force.

### Free throw line
Dunk où le joueur saute avec la balle de la ligne des lancers francs (la distance entre le panier et cette ligne est de 4,60 m). Le premier spécialiste de ce dunk fut Julius Erving (alias Dr.J) qui le tenta le premier en compétition en 1976 au cours du Slam Dunk Contest réalisé par la ligue ABA.
Par la suite, c'est Michael Jordan qui continuera à contribuer au mythe qu'est ce dunk lors, notamment, de la finale du Slam Dunk Contest en 1988 contre Dominique Wilkins.

### Rider
C'est un dunk où le joueur fait passer la balle autour d'une de ses jambes avant de « dunker ». Pendant longtemps, on attribua à Isaiah Rider (Minnesota) sa première réalisation au cours du Slam Dunk Contest 1994, cependant, le premier joueur à l'avoir réussi fut le très méconnu Orlando Woolridge (Bulls de Chicago) au cours du Slam Dunk Contest 1984.
Plus connu sous le nom de « Rider », il s'appelle en réalité le « East bay funk dunk ».

### Double clutch
Pour réaliser ce dunk le joueur doit bouger la balle deux fois lorsqu'il est en l'air (le plus souvent de haut en bas avant que la balle soit rabattue derrière la tête). Appelé aussi le « double pump ».

### Rock the baby
Ce dunk, également une des spécialités de Michael Jordan, est effectué lorsque le joueur « secoue » la balle sur le côté de son corps à la manière dont on berce un bébé. Aussi appelé le « swimming cat dunk ».

### Blind dunk
« Blind dunk » (« dunk aveugle » en français) est un dunk où le joueur se cache les yeux à l'aide d'une de ses mains pendant qu'il « dunk » le ballon dans le panier. C'est Dee Brown qui en 1991 le rendit populaire lors du Slam Dunk Contest, puis Cedric Ceballos en 1992.

## Dunks remarquables ou emblématiques
- Le premier saut de la ligne des lancer-francs pour un dunk (free throw line dunk) fut réussi par Julius Erving en 1976.
- Michael Jordan réalisa sûrement le dunk depuis la ligne des lancer-francs le plus emblématique en 1988 lors de sa seconde victoire.
- Le premier "Rider" fut réussi par Orlando Woolridge en 1984, mais le plus connu demeure celui d'Isaiah Rider en 1994.
- Vince Carter en 2000, réalisa un 360° inversé mythique.
- En 2004, Jason Richardson lança la balle sur la planche et la rattrapa en exécutant un dunk entre les jambes.
- En 1991, Dee Brown exécuta un dunk en se masquant les yeux de son bras.
- Quatre joueurs seulement ont réussi à faire le behind-the-back-dunk (dunk dans lequel le joueur fait passer la balle derrière son dos) : J. R. Smith en 2005, Andre Iguodala en 2006, Terrence Ross en 2013 et Zach LaVine en 2015 puis en 2016.
- Nate Robinson a sauté par-dessus Spud Webb lors du Slam Dunk Contest 2006 il sauta aussi au-dessus des 2,11 m de Dwight Howard.
- Dwight Howard a revêtu un costume de Superman pour son dunk du demi-cercle de la raquette lors du Slam Dunk Contest 2008.
- Blake Griffin a sauté par-dessus une voiture lors de sa victoire au Slam Dunk Contest 2011.
- Aaron Gordon a sauté par-dessus la tête de la mascotte du Magic qui était debout sur un hoverboard et a réalisé un dunk en position assise lors du Slam Dunk Contest 2016 à Toronto.
- Hamidou Diallo a sauté par-dessus  Shaquille O'Neal lors du Slam Dunk Contest 2019.
- Trey Murphy III a réalisé un Windmill-Tomahawk lors du Slam Dunk Contest 2023.

## Auteurs du «Rider»
Le Rider, autrement appelé le « Between-the-legs-dunk » ou encore le « East-bay-funk-dunk », a pendant un temps été considéré comme l'arabesque suprême au niveau du dunk. Aujourd'hui, son exercice s'est relativement banalisé avec plus ou moins de réussite et d'esthetisme : certains cependant, comme ceux de Vince Carter, Isaiah Rider, Jason Richardson ou Nate Robinson, sont considérés comme faisant partie des plus beaux dunks de tous les temps.
- Orlando Woolridge : 1984.
- Isaiah Rider : 1994.
- Kobe Bryant : 1997.
- Vince Carter : 2000.
- Ricky Davis : 2000.
- Jason Richardson : 2003, 2004.
- Desmond Mason : 2003.
- Amare Stoudemire : 2003, 2005.
- Nate Robinson : 2006.
- Andre Iguodala : 2006.
- Gerald Green : 2008.
- DeMar DeRozan : 2010, 2011.
- Kenneth Faried : 2013.
- Terrence Ross : 2013, 2014.
- Damian Lillard : 2014.
- Paul George : 2014.
- Zach LaVine : 2015, 2016.
- Will Barton : 2016.
- Aaron Gordon : 2016, 2017, 2020.
- DeAndre Jordan : 2017.
- Derrick Jones Jr. : 2017, 2020.
- Dennis Smith Jr. : 2018.
- Cassius Stanley : 2021.
- Obi Toppin : 2021, 2022.
- Jalen Green : 2022.
- Jacob Toppin : 2024

## Autres
- Mac McClung a réalisé le meilleur score de l'histoire du concours avec une note de 200 sur 200 en 2025.
- Trente-neuf joueurs ont obtenu la note parfaite de 50 sur un dunk : Julius Erving, Dominique Wilkins, Terence Stansbury, Spud Webb, Gerald Wilkins, Michael Jordan, Jerome Kersey, Cedric Ceballos, Vince Carter, Steve Francis, Tracy McGrady, Jason Richardson, Desmond Mason, Fred Jones, Josh Smith, Amaré Stoudemire, Nate Robinson, Andre Iguodala, Gerald Green, Dwight Howard, DeMar DeRozan, JaVale McGee, Terrence Ross, Eric Bledsoe, Kenneth Faried, Zach LaVine, Victor Oladipo, Aaron Gordon, Glenn Robinson III, Derrick Jones Jr., Donovan Mitchell, Larry Nance, Jr., Dennis Smith Jr., Hamidou Diallo, Miles Bridges, Pat Connaughton, Mac McClung et Stephon Castle.
- Zach LaVine a obtenu cette note 7 fois, un record. Il est suivi juste après par Michael Jordan et Aaron Gordon qui en reçurent 6.
- Certains participants utilisent parfois un coéquipier ou un autre joueur pour effectuer un dunk. Desmond Mason, vainqueur en 2001 a ainsi sauté par-dessus Rashard Lewis, tout comme Baron Davis par-dessus David Wesley alors que celui-ci était en train de le filmer. Nate Robinson a sauté en 2006 par-dessus Spud Webb, le vainqueur du concours 1986, puis ce fut à son tour d'être le complice de Gerald Green l'année suivante. Glenn Robinson III sauta en 2017 par-dessus Paul George, la mascotte des pacers et une danseuse des pacers.
- Michael Jordan, Kobe Bryant et Brent Barry sont les seuls joueurs à avoir remporté le concours de dunks et le titre de champion NBA.
- Spud Webb est le plus petit joueur à avoir remporté le concours (1,70 m). Il devance Nate Robinson, vainqueur en 2006, de quelques centimètres (1,75 m).